# 猫先天性感音神经性耳聋

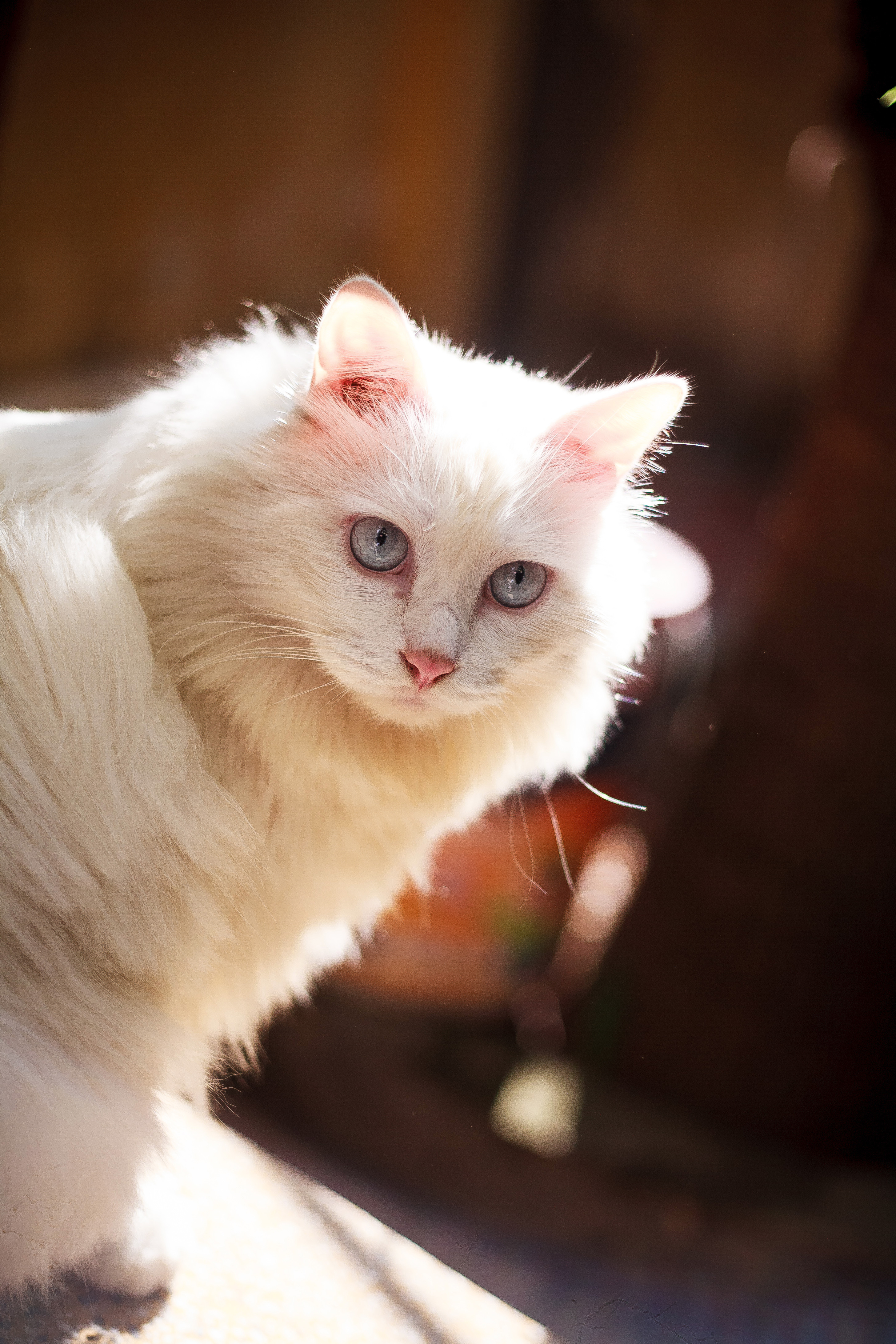
一只全聋的纯白蓝眼猫

先天性感音神经性耳聋（英語：congenital sensorineural deafness）常见于白色家猫，是一种因内耳退化而引起的先天性耳聋。

## 现象
蓝眼白毛的家猫大多完全失聪。查尔斯·达尔文在其《物种起源》一书中就以此现象来解释相关变异（correlated variation）。眼睛虹膜为黄色、绿色或蓝色的白猫都可能会出现耳聋，但其中蓝眼白猫最有可能耳聋。而在双眼异色的异眼白猫（一只眼睛为蓝色，另一只则为黄色、琥珀色、铜色或绿色）中，耳聋更容易影响蓝眼一侧的耳朵。
根据《美国爱护动物协会猫完全指南》统计，耳聋在非蓝眼白猫中出现的几率为17%到20%；在有一只蓝眼的异眼白猫中为40%；而在双蓝眼白猫中则为65%到85%。
1997年一项针对白猫的研究发现，72%的白猫完全失聪。研究发现，它们耳蜗中的整个柯蒂氏器在出生后的最初几周内已经退化。而且即使在这几周内，听觉刺激也无法引起脑干反应，这表明它们从未有过任何听觉。而在柯蒂氏器退化几个月后，耳蜗的螺旋神经节也开始退化。

## 遗传
有少数研究认为猫先天性耳聋与人类瓦登伯革氏症候群或源于同样的基因缺陷。瓦登伯革氏症候群是一种因基因导致神经嵴细胞发育问题进而引起听力损失和色素脱失的遗传病，而这种基因缺陷也可能会使猫出现类似症状。由MITF基因突变引起的2A型瓦登伯革氏症候群已在狗、水鼬、小鼠等许多小型哺乳动物中被发现，它们都表现出与耳聋白猫一样的白色斑状脱色、耳蜗和球囊退化等症状。
KIT基因的一个等位基因是导致猫被毛呈白色的一个关键基因，这是一个可抑制色素和听力的显性遮盖基因。当该显性白色基因存在时，猫原本潜在的毛色将不会表达，并会导致耳聋。无论该基因为纯合（WW）或杂合（Ww），猫的毛色都呈白色。缺乏这种显性遮盖基因的猫（ww）则会表现其原本的毛色。KIT基因突变还会导致人类出现斑状脱色、异色虹膜等症状，同时它还会增加与人类2A型瓦登伯革氏症候群有关的MITF基因的表达。

### 非聋蓝眼白猫
尽管许多蓝眼白猫有先天性耳聋，但并非所有蓝眼白猫皆如此。有些猫可能拥有自然的白色被毛。这是一种极端形式的白斑猫，不过这种情况不多见，而且通常会残留一些小的非白色斑块。
此外，有多种不同的基因可能导致猫蓝眼或异眼，其中一些与白毛或耳聋无关，如暹罗猫重点色基因、欧斯亚史烈斯猫基因等。像纯白蓝眼的外国白猫或蓝眼欧斯亚史烈斯猫都没有先天性耳聋。耳聋取决于猫的基因型而非表型，因此并非所有蓝眼白猫皆有耳聋。